# Vousák východoafrický
Vousák východoafrický či perlák chocholatý (Trachyphonus usambiro) je druh malého ptáka z čeledi Lybiidae. V České republice je to druhý nejčastěji chovaný vousák.

## Areál rozšíření
Etiopie, Jižní Súdán, Keňa, Somálsko, Tanzanie, Uganda.

## Popis
Vousák východoafrický má délku 18 až 19 cm a váží 37–50,5 g. Hlava je žlutá s černými skvrnami a křídla jsou černá s bílými skvrnami. Prsa je také žlutá s tmavým prsním pruhem. Břicho je světle žlutá s červenavým odvzdušněním. Nemá pohlavní dimorfismus.

## Potrava
Zahrnuje semena, ovoce a širokou škálu hmyzu.